# إنريكي فاسكيز ديل ميركادو
إنريكي فاسكيز ديل ميركادو (بالإسبانية: Enrique Vázquez del Mercado)‏ هو لاعب كرة قدم مكسيكي في مركز حراسة المرمى، ولد في 31 يوليو 1950 في غوادالاخارا في المكسيك، وتوفي في 16 يونيو 2011 في المكسيك. لعب مع تيبورونيس روخوس دي فيراكروز ونادي أتلانتي ونادي أمريكا ونادي أونيفرسيداد ناسيونال ونادي تيكوس ونادي غوادالاخارا.